# 71
Cette page concerne l'année 71  du calendrier julien. Pour l'année 71 av. J.-C., voir 71 av. J.-C. Pour le nombre 71, voir 71 (nombre).
L'année 71 est une année commune qui commence un mardi.

## Événements
- Titus rencontre à Zeugma une ambassade du roi des Parthes Vologèse Ier au début de l'année ; de retour à Antioche, il maintient les Juifs dans leurs privilèges, puis se rend à Alexandrie par Jérusalem afin d'embarquer pour Rome via Argos[1].
- 25 avril : Titus entre à Alexandrie[2].
- Juin (ou juillet-août) : triomphe de Titus à Rome[2]. Le chef de la révolte juive Simon Bargiora est exhibé puis exécuté à cette occasion[3].

- Début de la deuxième guerre de Bretagne (fin en 84). Quintus Petillius Cerialis, nommé gouverneur de Bretagne, réprime la révolte des Brigantes conduits par Venutius. Les Romains construisent une forteresse à York, alors appelée Eburacum pour y loger la Legio IX Hispana. Cerialis bat Venutius, peut-être à Stanwick, passe les Pennines jusqu'à Stainmore et établit un camp à Carlisle (Luguvalium)[4].
- Le gouverneur de Judée, Lucilius Bassus prend Machéronte (Machaerus) aux Zélotes[1].
- Vespasien ordonne la vente de toutes les terres de Judée et installe une colonie de vétérans à Emmaüs Nicopolis[1].
- Début du règne de Rabel II, roi de Nabatène (fin en 106). Il fait de Bostra, en Syrie, sa deuxième capitale[5].